# Only One,Only You
「Only One,Only You」（オンリーワン・オンリーユー）は、GLAYの通算60作目のシングル。2022年9月21日にポニーキャニオンから発売。

## 概要
CDシングルとしては「BAD APPLE」以来、およそ1年振りとなる。
カップリングには配信シングルとしてリリースされた「GALAXY」「クロムノワール」、そして「WE♡HAPPY SWING」の、『GLAY LIVE TOUR 2022 〜We♡Happy Swing〜Vol.3　Presented by HAPPY SWING 25th Anniv.』の、7月31日・幕張メッセでの公演テイクを収録。
「CD+Blu-ray」「CD+DVD」「CD Only」の3タイプで展開され、その内Blu-rayまたはDVDには、「Only One,Only You」のミュージックビデオの他、メンバーが過去にリリースした全てのシングルを、110分にわたり振り返る企画『祝！GLAYシングル60枚目発売記念「60枚振り返りコメンタリー」』、そしてツアー『GLAY LIVE TOUR 2022 〜We♡Happy Swing〜Vol.3　Presented by HAPPY SWING 25th Anniv.』の、7月31日・幕張メッセの公演より、「都忘れ」「GALAXY」「クロムノワール」のライブ映像、更にこの2タイプ限定の特典として、100頁にわたるブックレット『祝！GLAY 60th シングル発売記念「シングル振り返りブックレット」』も付属。

## 収録曲

### CD(全タイプ共通)
1. Only One,Only You
発足25周年を迎えるオフィシャルファンクラブ「Happy Swing」25th Anniversary公式応援ソング[10]。
オフィシャルでは「メインコンポーザーであるTAKUROが、今の世の中に対する想いと祈りを込めた1曲」[6]「平和に対する強い願いが込められたナンバー」[11]と紹介されている。
同年10月より行われたツアー『GLAY Anthology presents -UNITY ROOTS & FAMILY,AWAY 2022-』にて、楽曲のラストに「未来を担う若者代表」として、日本赤十字社の青少年赤十字メンバー、そして東京スクールオブミュージック専門学校渋谷に所属する学生達によるコーラスワークを交え、合唱を披露した[12]。
2. GALAXY (GLAY×80KIDZ)
WOWOWテニス2022シーズン イメージソング[13]
3. クロムノワール
テレビ東京系「WBS ワールドビジネスサテライト」エンディングテーマ[14]
4. WE♡HAPPY SWING (2022.7.31 幕張メッセ)
TAKUROが7月31日に幕張メッセでファイナルを迎えたファンクラブ発足25周年のアリーナツアー『GLAY LIVE TOUR 2022 〜We♡Happy Swing〜Vol.3　Presented by HAPPY SWING 25th Anniv.』のため新たに書き下ろした楽曲。オフィシャルでは「80年代のパンクロックが思い浮かぶキャッチ―なリズムに、オフィシャルファンクラブHappy Swingへの感謝の気持ちが伝わってくる歌詞が融合した、情熱的なナンバーとなっている」、とのこと。同ツアー同公演でのテイクを収録[8][9]。

## Blu-rayまたはDVD
- 「Only One,Only You」Music Video
- 祝！GLAYシングル60枚目発売記念「60枚振り返りコメンタリー」 110分
- 『GLAY LIVE TOUR 2022 〜We♡Happy Swing〜Vol.3　Presented by HAPPY SWING 25th Anniv.』ライブ映像

1. 都忘れ
2. GALAXY
3. クロムノワール

## 封入特典(「CD+Blu-ray」「CD+DVD」のみ)
- 祝！GLAY 60th シングル発売記念「シングル振り返りブックレット」100頁

## 収録アルバム
Only One,Only You
- DRIVE 2010〜2026 -GLAY complete BEST